# یوول

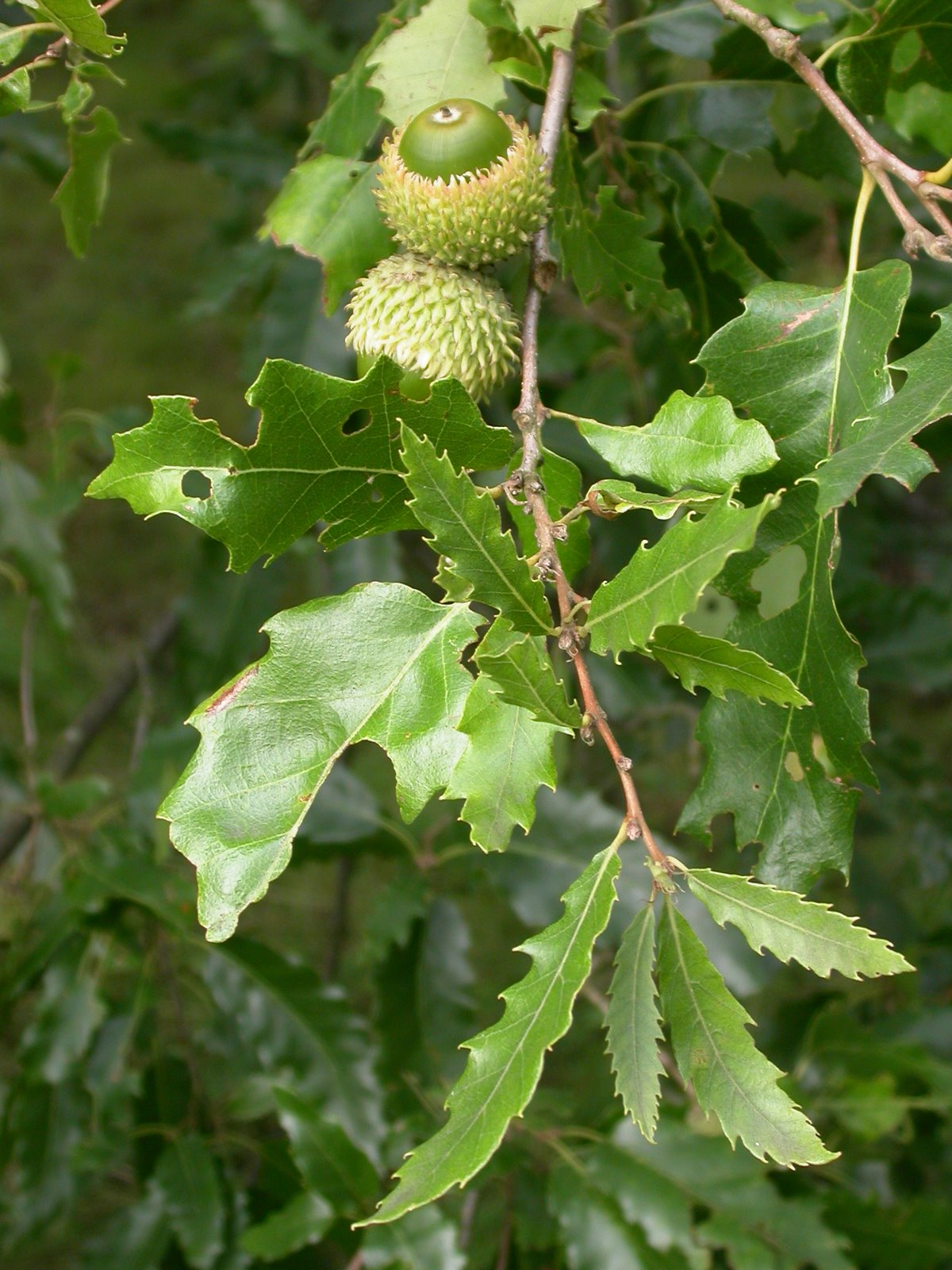
شاخه‌ای از درخت بلوط گونه یوول.

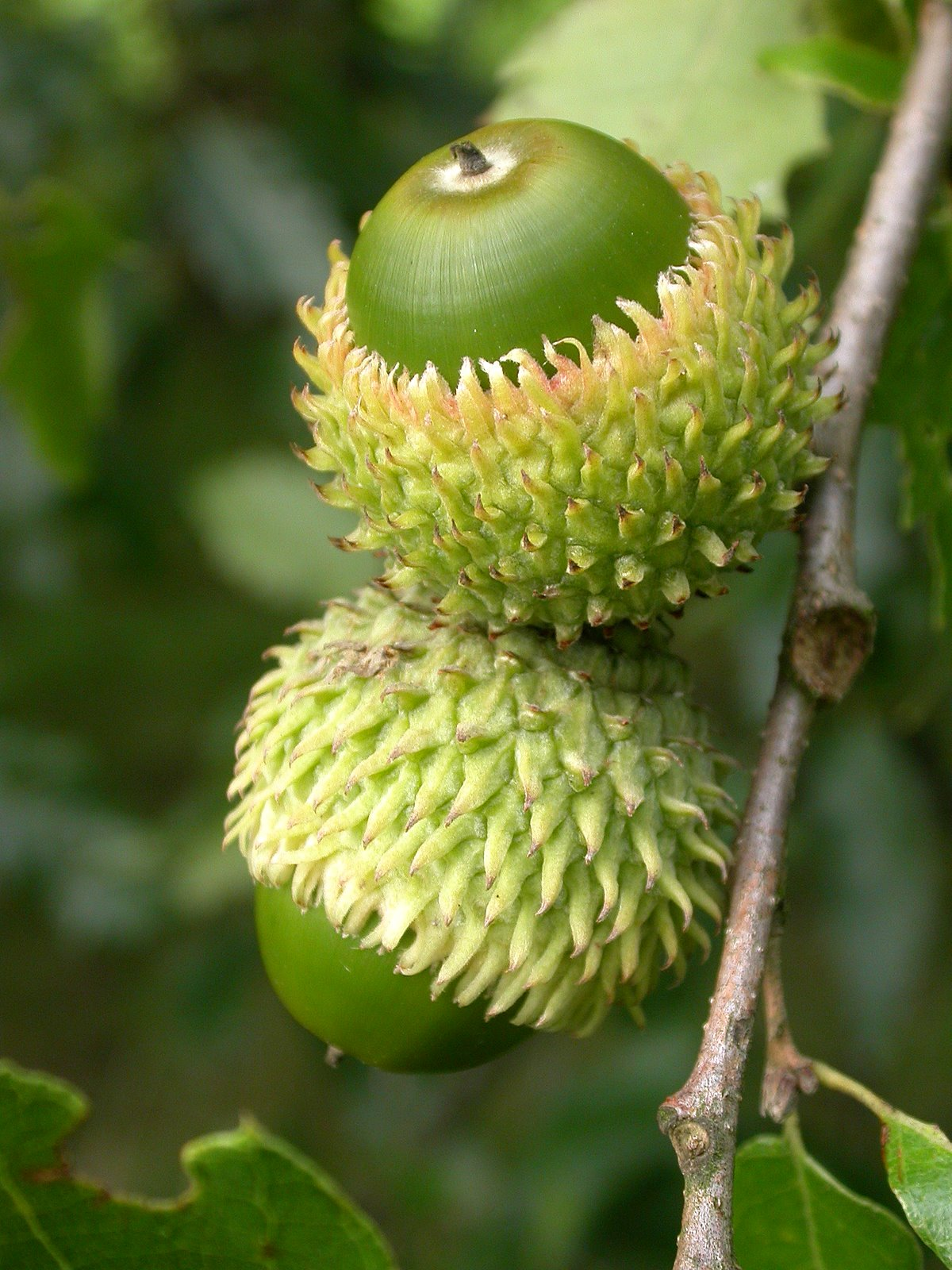
کالیبیوم و کوپول بلوط لبنانی.

یوول (نام علمی: Quercus libani) یا بلوط لبنانی (به انگلیسی: Lebanon Oak)، گونه‌ای از درختان بلوط است که بومی شرق مدیترانه در آسیای غربی است و در کشورهای ایران، شرق ترکیه، شمال عراق و لبنان می‌روید.
گونه یوول، مختص مناطق مرتفع با خاک‌های عمیق و حاصلخیز است و پراکنش آن در ایران از آخرین حد شمالی زاگرس شروع می‌شود و در پایان محدوده جنگل‌های مریوان (هم‌مرز با پاوه در استان کرمانشاه) تمام می‌شود. یوول در آذربایجان (۹۰ کیلومتری جنوب مهاباد)، کردستان (۳۲ کیلومتری شرق مریوان، بین پیرانشهر و سردشت، بین بانه و گردنه خان) می‌روید.

## ویژگی‌ها
یوول یک درخت برگریز است که بلندی آن به ۸ متر (۲۶ فوت) نیز می‌رسد. برگ آن باریک، کشیده و معمولاً قرینه است و تنه آن سطح مقطع گردی دارد. در حالت بلوغ، بالای برگ آن به رنگ سبز تیره و زیر برگ به رنگ سبز کم‌رنگ است.
گل‌های آن معمولاً تک‌جنسیتی هستند و در یک درخت هر دوی نر ماده آن قرار دارد و معمولاً با باد گرده‌افشانی می‌کنند. میوه بلوط آن قطری در حدود ۲ تا ۳ ساتنی‌متر دارد. این گونه معمولاً در برابر حشرات و بیماری‌های قارچی بسیار مقاوم است.
میوه آن به خاطر درصد تانن بسیار بالایش طعمی گزنده دارد که با شستن آن در آب کاهش می‌یابد ولی بسیاری از خواص غذایی آن نیز با این کار از دست می‌رود. از آرد دانه آن همچون دیگر گونه‌های بلوط می‌توان برای پخت نان استفاده کرد.
تانن موجود در میوه بلوط که در برخی زبان‌های محلی ایران به آن «شوکه» می‌گویند با تقویت مخاط معده در درمان ورم و زخم معده مورد استفاده قرار می‌گیرد. گال‌های اطراف برگ‌های آن که بر اثر لارو حشرات به وجود می‌آید نیز دارای تانن فشرده بالایی هستند و استفاده طبی دارند.

## کاشتن

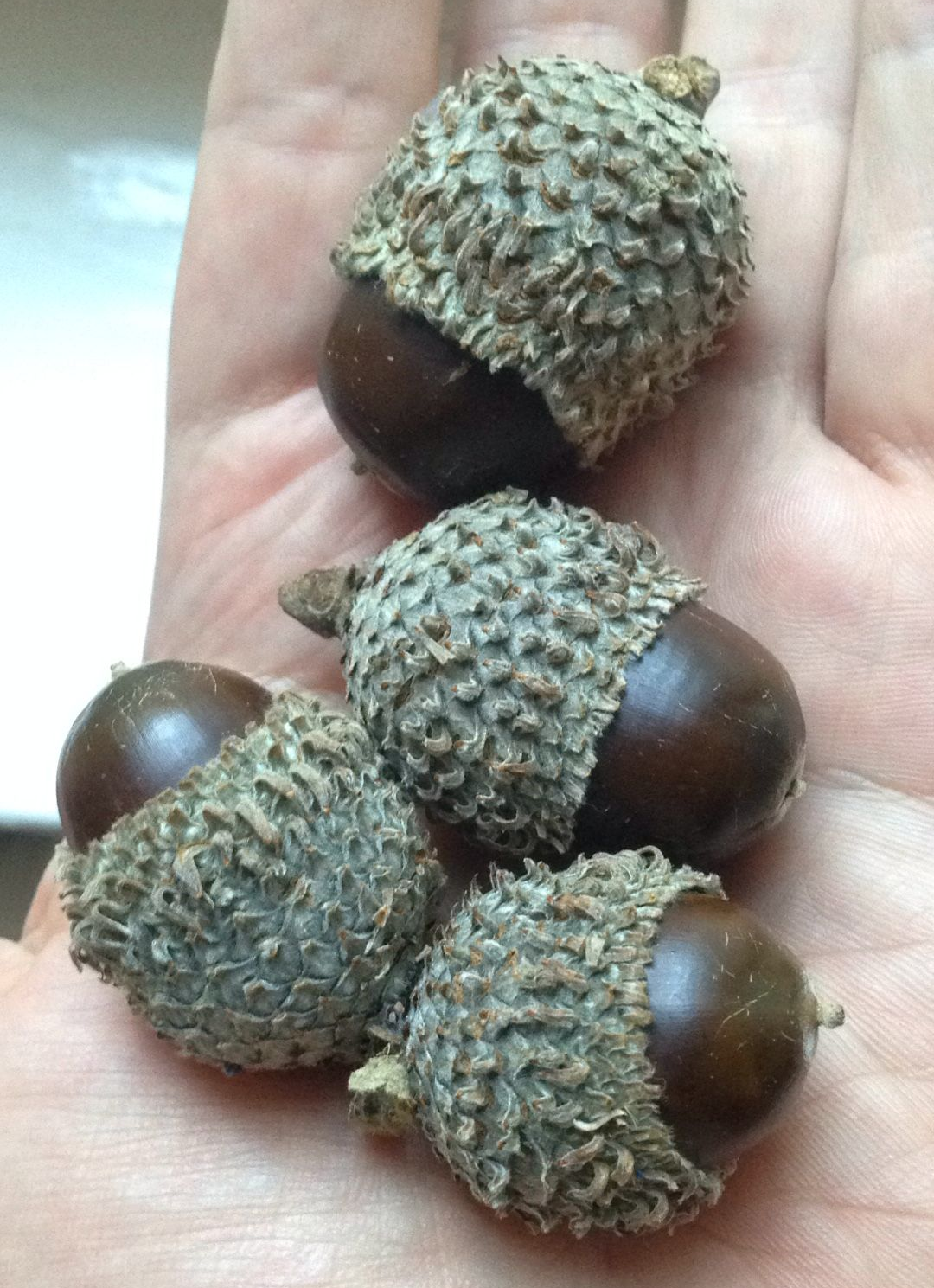
بلوط های درخت بلوط لبنانی

### برای تزیین
از یوول به عنوان درخت زینتی در باغ‌ها و پارک‌ها نیز استفاده می‌شود. در برابر کم‌آبی تا حدی مقاوم است، در خاک نیمه‌رس تا تمام‌رس بدون توجه به میزان اسید خاک می‌تواند رشد کند. در آفتاب مستقیم تا نیمه‌سایه می‌تواند رشد کند ولی در برابر نمک دریا ضعیف است. این درخت نمی‌تواند جابجایی را تحمل کند و پس از کاشت نباید آن را از محل اصلی خارج کرد.

### بازدار زیستی آفت‌ها
از برگ ریخته شده این درخت می‌توان به عنوان بازدار زیستی آفت‌ها استفاده کرد. می‌توان برگ خشک‌شده و ریخته شده آن را به عنوان خاکپوش در اطراف گیاهان آسیب‌پذیر ریخت تا از آن‌ها در برابر حلزون‌ها، کرم‌ها و نوزاد حشرات محافظت کند. برگ‌های تازه آن می‌تواند مانع رشد گیاه شود و از آنجایی که گیاهی برگریز است می‌توان از برگ‌های ریخته شده آن در پاییز بدین منظور استفاده کرد.